# Ruta Nacional 95 (Argentina)
La Ruta Nacional 95 es una carretera argentina pavimentada, que une las provincias argentinas de Santa Fe, Chaco y Formosa. En su recorrido de 675 kilómetros une las ciudades de Ceres y Villa General Güemes. 
En enero de 2004 una creciente del Río Bermejo, límite natural entre las provincias del Chaco y de Formosa, socavó los cimientos del Puente General Lavalle, por lo que la Dirección Nacional de Vialidad tuvo que poner en su lugar un Puente Bailey.
El 12 de diciembre de 2005 la Dirección Nacional de Vialidad y su par de la Provincia del Chaco, firmaron el acta de posesión de rutas por el cual se hizo un intercambio de jurisdicción de varias rutas nacionales y provinciales, entre ellas el tramo de la ruta Nacional 95 que va desde las cercanías de Tres Isletas hasta Fortín Lavalle. De esta manera, el tramo no asfaltado que unía ambos lugares, en forma prácticamente recta, se pasó a jurisdicción provincial como parte de la Ruta Provincial 9, mientras que las vías provinciales que continuaban el asfalto para unir las localidades de Tres Isletas y Juan José Castelli con Fortín Bermejo (anteriormente denominadas rutas provinciales 9 y 5) pasaron a jurisdicción nacional. El motivo del mismo fue que el organismo nacional se hiciera cargo de tramos de rutas estratégicas por las ciudades que comunica y muy transitados. La vieja traza figura en verde en el mapa adjunto.

## Localidades
Las ciudades y pueblos por los que pasa esta ruta del sur al norte son los siguientes (los pueblos con menos de 5000 hab. figuran en itálica).

### Provincia de Santa Fe
Recorrido: 246 km (km 695 a 941).
- Departamento San Cristóbal: Ceres (km 695).

- Departamento Nueve de Julio: Tostado (km 777), acceso a Villa Minetti (km 848) y Gato Colorado (km 938).

### Provincia del Chaco
Recorrido: 310 km (km 941 a 1251).
- Departamento Fray Justo Santa María de Oro: Santa Sylvina (km 968).

- Departamento Mayor Luis Jorge Fontana: Coronel Du Graty (km 998) y Villa Ángela (km 1018).

- Departamento O'Higgins: acceso a San Bernardo (km 1055), La Clotilde (km 1067) y La Tigra (km 1074).

- Departamento San Lorenzo (Chaco): no hay poblaciones.

- Departamento Comandante Fernández: Presidencia Roque Sáenz Peña (km 1111).

- Departamento Maipú: Tres Isletas (km 1172).

- Departamento General Güemes: Zaparinqui, Juan José Castelli y acceso a Villa Río Bermejito.

### Provincia de Formosa
Recorrido: 120 km (km 1251 a 1371).
- Departamento Patiño: acceso a Ibarreta y Comandante Fontana por Ruta Nacional 81 (km 1309) y Villa General Güemes (km 1371).

### Obras en la ruta

#### Provincia de Santa Fe
El primer tramo pavimentado, inaugurado el 7 de agosto de 1982, es el que se encuentra entre la Ruta Provincial 2 y el acceso al pueblo Pozo Borrado (km 769-809).
El sector de 38 km entre los accesos a Pozo Borrado y Villa Minetti se pudo concluir en 1993, después de varios años de inactividad en la obra.
Finalmente, el tramo hasta el límite con la Provincia del Chaco se terminó de asfaltar en 1996.
Provincia del Chaco
En el sector ubicado al norte de la Provincia, se realizó la recosntrucción de un tramo de 10 km. aproximadamente, desde el empalme con la Ruta Provincial N.º 3 y Puente Lavalle en el límite con la provincia de Formosa, en 2014. http://www.diariochaco.com/noticia/137215/Licitacion-para-las-obras-de-la-ruta-Nacional-95-.html</ref>